# Марсак (Верхние Пиренеи)
Марса́к (фр. Marsac, окс. Marçac) — коммуна во Франции, находится в регионе Юг — Пиренеи. Департамент — Верхние Пиренеи. Входит в состав кантона Вик-ан-Бигор. Округ коммуны — Тарб.
Код INSEE коммуны — 65299.

## География
Коммуна расположена приблизительно в 640 км к югу от Парижа, в 115 км западнее Тулузы, в 12 км к северу от Тарба.
Коммуна расположена в местности Бигорр. На востоке коммуны протекает река Адур.

## Климат
Климат умеренно-океанический с солнечной тёплой погодой и обильными осадками на протяжении практически всего года.

## Население
Население коммуны на 2010 год составляло 241 человек.
| 1962 | 1968 | 1975 | 1982 | 1990 | 1999 | 2010 |
| ---- | ---- | ---- | ---- | ---- | ---- | ---- |
| 185  | 183  | 179  | 194  | 213  | 195  | 241  |

## Администрация
| Период | Период | Фамилия       | Партия       | Примечания |
| ------ | ------ | ------------- | ------------ | ---------- |
| 2001   | 2020   | Жильбер Дюкос | беспартийный |            |

## Экономика
В 2010 году среди 141 человека трудоспособного возраста (15-64 лет) 105 были экономически активными, 36 — неактивными (показатель активности — 74,5 %, в 1999 году было 66,2 %). Из 105 активных жителей работали 97 человек (51 мужчина и 46 женщин), безработных было 8 (4 мужчины и 4 женщины). Среди 36 неактивных 12 человек были учениками или студентами, 19 — пенсионерами, 5 были неактивными по другим причинам.

## Фотогалерея
- Церковь Св. Андрея
- Карта коммуны